# ブルース・ウィリス
ウォルター・ブルース・ウィリス（英語: Walter Bruce Willis、1955年3月19日 - ）は、アメリカ合衆国の元俳優。
彼のキャリアは1980年代から始まり、それ以来コメディ、ドラマ、アクションといったジャンルで、テレビと映画の両方で活躍している。『ダイ・ハード』シリーズの主人公ジョン・マクレーン役で人気映画スターとして名を広める。
他にも60作品以上に出演し、『パルプ・フィクション』（1994年）、『12モンキーズ』（1995年）、『フィフス・エレメント』（1997年）、『アルマゲドン』（1998年）、『シックス・センス』（1999年）、『アンブレイカブル』（2000年）、『シン・シティ』（2005年）、『森のリトル・ギャング』（2006年）、『RED/レッド』（2010年）のように興行的成功を収めた作品も多い。
2度エミー賞とゴールデングローブ賞を受賞し、4度サターン賞にノミネートされた。ブルース・ウィリスは演技の手本として、ゲイリー・クーパーやロバート・デ・ニーロ、スティーブ・マックイーン、ジョン・ウェインの名を上げている。

## 生い立ち

### 幼少期
1955年に西ドイツのイダー＝オーバーシュタインで生まれる。母親のマレーネはドイツ人であり、カッセル近郊のカウフンゲンの出身。父親のデヴィッド・ウィリスはアメリカ人兵士で、アイダホ州南東部のイングランド系の家庭に生まれた。
父親はイングランドのほかにオランダ、フランス、ウェールズ、アイルランドの血を引いている。ウィリスは4人目の子供であり、姉・フィレンツェ、長兄・デイヴィッド、そして2001年に42歳で膵癌によって死去した次兄・ロバートがいた。
父親が1957年に除隊すると、家族とともにニュージャージー州のカーニーズ・ポイントに引っ越した。母親は銀行で働き、父親は溶接工のマスター・メカニックと工場労働者になった。

### 少年時代
ペンス・グローヴ高等学校に入学。吃音に悩まされるも、ステージの上で自分自身を表現すると吃音はすぐに消えた。その後も高校では演劇部に所属。生徒会長も務めた。
高校卒業後、セイラム原子力発電所で警備員として働いた。他にもディープウォーターのデュポンで輸送業者や工場労働もした。

### 俳優の道へ
私立探偵として働いた後（のちに彼はテレビシリーズ『こちらブルームーン探偵社』と1991年の映画『ラスト・ボーイスカウト』で私立探偵役を演じる）、俳優としての活動を開始。モントクレア州立大学の演劇部に入り、クラスで戯曲『熱いトタン屋根の猫』を演じた。大学を3年で中退するとニューヨーク市に移り住んだ。
いくつかのオーディションを受けた後、オフ・ブロードウェイの 「Heaven and Earth 」でデビューを果たす。彼は「 Fool for Love 」にたびたび出演して経験を積んだ上、リーバイスのコマーシャルにも出演した。

## キャリア

### キャリアの始まり

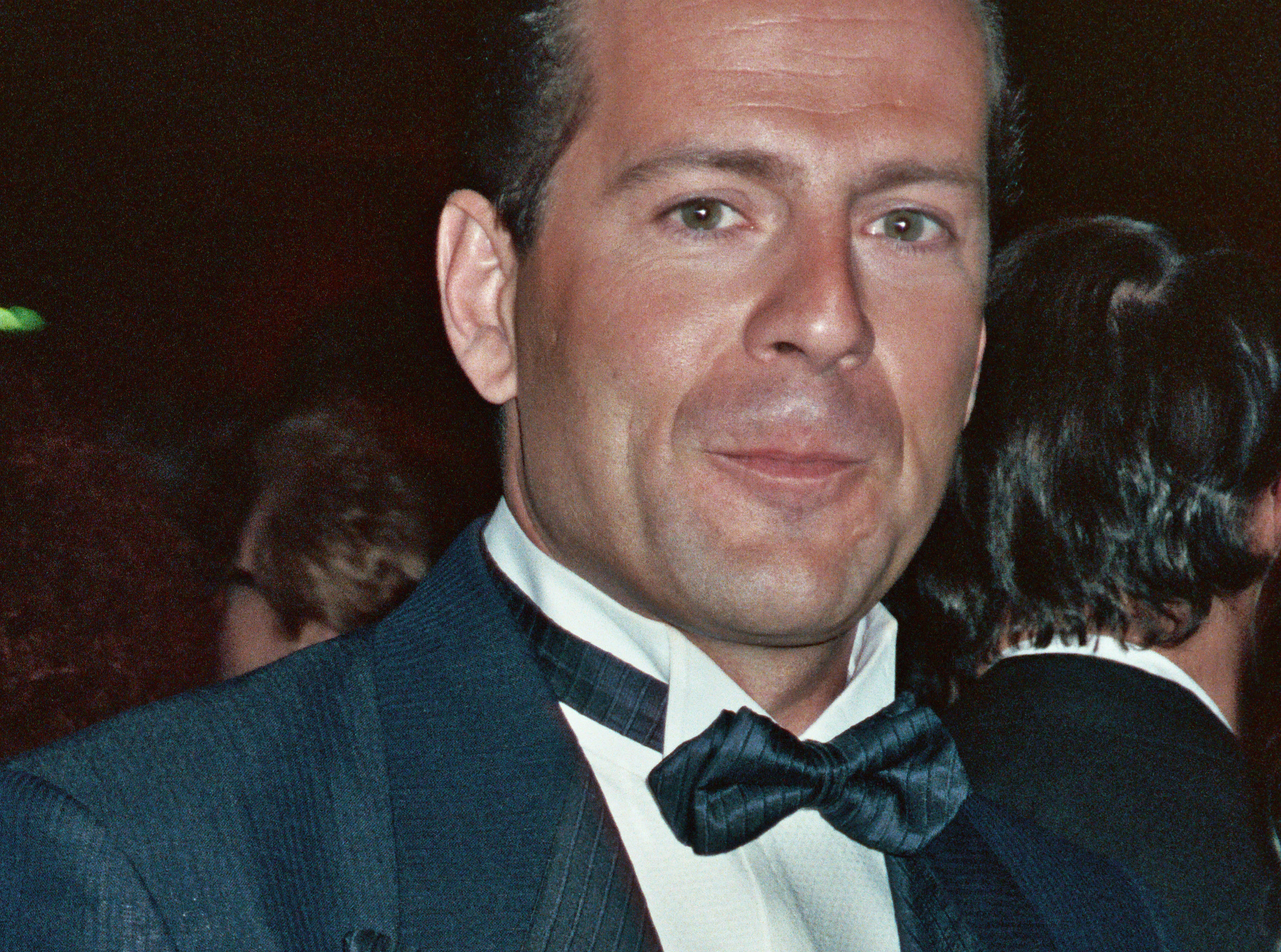
1989年、第61回アカデミー賞でのウィリス

オーディションを受けるためにニューヨークを離れ、カリフォルニアに渡った。1984年、テレビシリーズ『特捜刑事マイアミ・バイス』の「地対空ミサイル強奪!武器密輸ルートを追え」に出演した。
その後、シビル・シェパード主演『こちらブルームーン探偵社』（1985年 - 89年）のデビッド・アディスン・ジュニア役のオーディションを受けて3000人の候補者の中から選ばれた。このシリーズはシーズン5まで続き、彼はコメディ役者としての地位を確立する。
1987年、ブレイク・エドワーズの作品『ブラインド・デート』でキム・ベイシンガー、ジョン・ラロケット と共演する。エドワーズ監督は『キャデラック・カウボーイ』（1988年）でウィリスを再び起用する。このとき彼は実在のカウボーイ、トム・ミックス役だった。
さらに『ダイ・ハード』（1988年）にも出演し、自身が予期しなかったほどのスターとなる。この映画の中ではほとんどスタントなし で演じた。世界興行収入は140,767,956ドルを記録。ちなみに1980年代後半にウィリスは歌手、レコーディング・ミュージシャンとしても、ある程度の成功をおさめた。

### 1990年代
『ダイ・ハード』のジョン・マクレーン役で成功すると、続編である『ダイ・ハード2』（1990年）と『ダイ・ハード3』（1995年）にも出演。この『ダイ・ハード』3部作は全世界で7億ドルを超える興行収入を得て、ウィリスはハリウッドの人気スターになった。
1990年代、『虚栄のかがり火』や『ハドソン・ホーク』といった主演映画の赤字に苦しんだ。他にも『薔薇の素顔』は批評家たちに酷評されたが高評価も受け、この映画は1995年のアメリカで最もレンタルされている映画トップ20にランクインした。1994年、彼はクエンティン・タランティーノの『パルプ・フィクション』で絶賛される。これが新たな弾みとなり、1996年のカートゥーン 『Bruno the Kid』でエグゼクティブ・プロデューサーを務め、自らをCGIで表現した。
『12モンキーズ』（1995年）と『フィフス・エレメント』では世界を救う男を演じた。90年代後半には『ジャッカル』や『マーキュリー・ライジング』、『ブレックファースト・オブ・チャンピオンズ』に出演するもさほど評判にはならなかった。1998年のマイケル・ベイ監督作品『アルマゲドン』は世界的に大ヒットし、同年、プレイステーションのゲーム『アポカリプス』に主人公の外見と声の出演をした。1999年のM・ナイト・シャマラン監督作品『シックス・センス』は興行的に成功しただけでなく、ウィリスの演技力も高い評価を受けた。

### 2000年代

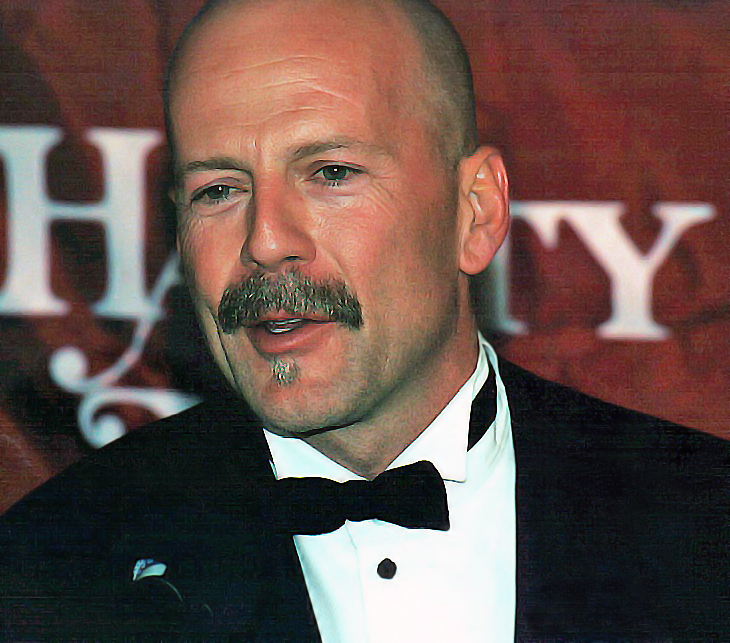
2002年のウィリス

2000年、『フレンズ』への出演によってエミー賞 ゲスト男優賞コメディ部門を受賞した（彼はこのドラマの中でロス・ゲラーのはるか年下のガールフレンドの父親を演じた）。2001年にも『フレンズ』でアメリカンコメディ賞（シリーズにおかしな男の役でゲスト出演した）にノミネートされた。そして2000年に『隣のヒットマン』にジミー・“チューリップ”・チュデスキ役で出演し、マシュー・ペリーと共演した。
また、『オーシャンズ11』（2001年）にテリー・ベネディクト役で出演予定だったがアルバムのレコーディングのために断った。その後『オーシャンズ12』（2004年）に本人役でカメオ出演を果たしている。2007年、『グラインドハウス』の『プラネット・テラー in グラインドハウス』にヴィランのミュータント兵士役で出演した。この作品で『シン・シティ』に続きロバート・ロドリゲス監督とタッグを組んだ。
アメリカの人気テレビ番組「レイト・ショー・ウィズ・デイヴィッド・レターマン」にたびたび出演した。またこれまでにサミュエル・L・ジャクソンといくつかの映画で共演している（『ローデッド・ウェポン1』、『パルプ・フィクション』、『ダイ・ハード3』、『アンブレイカブル』）。他にも娘であるルーマー・ウィリスと2005年の映画『ホステージ』で共演した。
2007年にはハル・ベリー主演のスリラー『パーフェクト・ストレンジャー』と、犯罪ドラマ映画でシャロン・ストーンが出演している『アルファ・ドッグ 破滅へのカウントダウン』に登場した。そして『ダイ・ハード4.0』で再びジョン・マクレーンに扮した。最近では『トラブル・イン・ハリウッド』や同名コミックが原作の『サロゲート』で姿を見せている。

### 2010年代

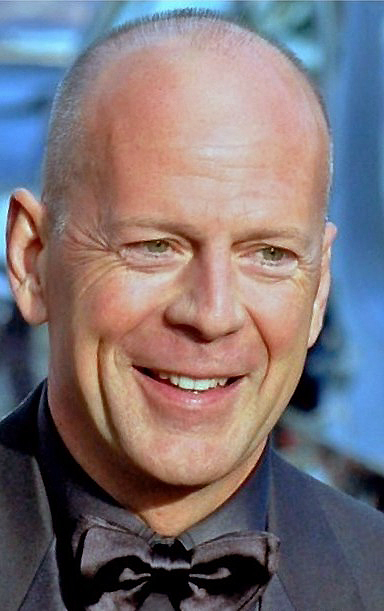
第59回カンヌ国際映画祭でのウィリス

2010年2月のケヴィン・スミス監督作品『コップ・アウト 〜刑事した奴ら〜』でトレイシー・モーガンと共に盗まれた野球選手のカードを追う刑事を演じた。また、ゴリラズの「スタイロ」のミュージック・ビデオにも出演した。
同年には『エクスペンダブルズ』で、80年代を代表するアクションスターであるシルヴェスター・スタローンとアーノルド・シュワルツェネッガーとの共演を果たした。彼は“ミスター・チャーチ（「教会」という意味）”として登場した。この3人が共演するのはこのときが初めてである。共演シーンは短かったものの、そのシーンは映画の見所として期待されていた。3人は2009年の10月24日に空の教会でこのシーンの撮影をした。
この頃の出演作品で有名なものの中に、2010年公開の『RED/レッド』がある。同名コミック・ミニシリーズの映画化作品であり、彼はフランク・モーゼズ役を演じた。
『ムーンライズ・キングダム』ではビル・マーレイ、エドワード・ノートン、フランシス・マクドーマンドと共演した。監督はウェス・アンダーソン、撮影はロードアイランド州で行われた。また、『エクスペンダブルズ2』（2012年）にも出演した。SFアクション映画『LOOPER/ルーパー』（2012年）ではジョセフ・ゴードン＝レヴィットと共演しゴードン＝レヴィットが演じたキャラクター、ジョーの未来を演じた。
デイヴィッド・バレット監督作品『ファイヤー・ウィズ・ファイヤー 炎の誓い』で50セントと共演した。主演はジョシュ・デュアメル。他にもヴィンス・ヴォーンやキャサリン・ゼタ＝ジョーンズが出演する『噂のギャンブラー』に登場。スティーヴン・フリアーズが監督を務めている。この映画はラスベガスのカクテルウェイトレスが一流のギャンブラーになる物語である。この2作品の配給はライオンズゲートとなっている。
2011年10月12日に『ダイ・ハード』シリーズの続編『ダイ・ハード/ラスト・デイ』の制作が発表された。2013年2月14日（バレンタインデー）にアメリカと日本で同時公開となった。この作品はシリーズの5作目である。
2010年代初頭からは、オリジナルビデオ作品（小規模な形での限定公開や、日本では劇場公開されたものもある）に15分程の出演時間で数多く出演するようになった。
2015年にはセリフが覚えられずウディ・アレン監督作品を降板したと報じられた。

### 2020年代
2010年代中盤以降も劇場公開された出演作は『デス・ウィッシュ』や『ミスター・ガラス』などメジャー作品や2021年に劇場限定公開された『ミッドナイト・キラー』などわずか数本に留まり、大半の作品がオリジナルビデオでの発表であった。
そのほぼ全ての作品が批評家、観客の双方から不評を買ったため、2022年2月7日にノミネート発表された第42回ゴールデンラズベリー賞（通称・ラジー賞）にて『ブルース・ウィリスが2021年に見せた最低演技部門』が新設されることになり、2021年にアメリカ国内で公開されたウィリスの出演作計8本が同賞にノミネートされた。受賞作は『コズミック・シン』。
しかし、後述するようにラジー賞授賞式から3日後の3月30日、ウィリスが失語症を患っていることを家族が公表したことを受け、ラジー賞の主催団体はこの部門自体の撤回を発表した。

### 俳優引退・失語症
2022年3月30日、長女で女優のルーマーが、自らのInstagramに父・ブルースの写真を掲載するとともに、彼が失語症のため俳優業から引退することを発表した。『Fortress: Sniper's Eye』など、公開待機中だった出演作8本を残したままでの引退となった。また、ウィリスのライフワークであり、第6作目制作の可能性を探っていた『ダイ・ハード』シリーズも全5作で事実上終了となった。引退にあたりシルヴェスター・スタローン、ジョン・トラボルタ他俳優仲間や共演者、映画監督らがねぎらいの言葉、そしてこれからのサポートを申し出た。
引退から約1年後の2023年2月中旬に、失語症診断を発表してからも病状は進行しており、前頭側頭型の認知症と診断され、意思疎通が難しくなりつつあることが家族より発表された。

## 事業活動
ロサンゼルスに不動産を所有し、ニューヨーク市のトランプ・タワーの一室を借りている。また、マリブの家、モンタナ州の牧場、タークス・カイコス諸島のパロット・キーにある海岸の家が有名である。
2000年に、ビジネス・パートナーのアーノルド・リフキンと共にシャイアン・エンタープレスと呼ばれる映画制作会社を始めた。『ダイ・ハード4.0』の後に会社を去り、リフキンに任せている。他にも、ヘイリーでいくつかの小さな事業を行っている。その中には、ミント・バーやリバティ・シアター、俳優のアーノルド・シュワルツェネッガー、シルヴェスター・スタローンと共同経営のプラネット・ハリウッドが含まれている。2009年、フランスの会社ベルヴェイダーのソビエスキー・ウォッカの3.3%の所有権と引き換えに、この会社の国際的キャラクターになった。

## 私生活

### 結婚と家族

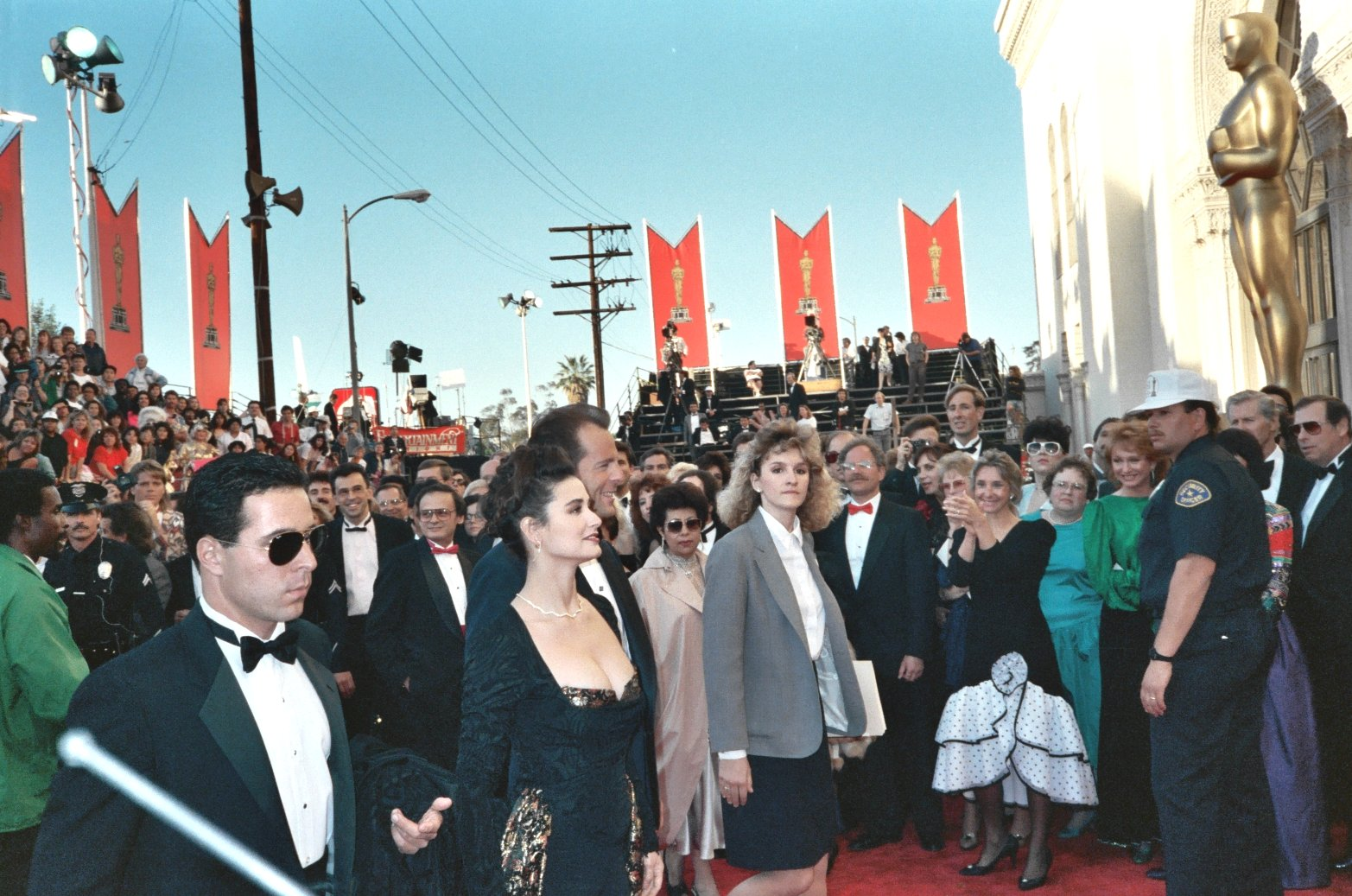
1989年、第61回アカデミー賞でのデミ・ムーアとブルース・ウィリス

映画『張り込み』のプレミアで、女優のデミ・ムーアと出会う。2人は1987年11月21日に結婚し、ルーマー・ウィリス（1988年8月16日生）、スカウト・ラルー・ウィリス（1991年7月20日生）、タルーラ・ベル・ウィリス（1994年2月3日生）の3人の娘をもうけた。その後、ブルース・ウィリスとデミ・ムーアは2000年に離婚。2人の離婚の理由についてウィリスは、「自分が父親や夫としての役割を果たしていなかった」と述べている。デミ・ムーアは2005年にアシュトン・カッチャーと再婚し、ウィリスも2人の結婚式に出席した。その後、デミ・ムーアとアシュトン・カッチャーは2012年12月に離婚した。
2009年3月21日にタークス・カイコス諸島でエマ・ヘミングと再婚。デミ・ムーアとアシュトン・カッチャー、3人の娘もゲストとして招かれた。しかし、この式典は公式なものではないため、6日後にビバリーヒルズで正式に結婚式を挙げた。2012年に娘が生まれ、マーベル・レイ・ウィリスと名付けている。
なお、三女のタルーラは親によって更に構築された家族関係や先にも述べたブルースの病気から発生した態度により思春期であったこともあり、かなり複雑な時代を過ごしていたという。

## 軍隊との関係
『マーシャル・ロー』や『ジャスティス』、『ティアーズ・オブ・ザ・サン』、『グラインドハウス』といった映画で軍人を演じている。軍人の家で育ったウィリスはアメリカ軍のためにガール・スカウト・クッキーの販売に公式に協力している。2002年、ウィリスの末娘タルーラは、ウィリスが軍隊に送るためにクッキーを購入したという趣旨の発言をした。ウィリスは12,000箱のクッキーを購入しそれらは空母ジョン・F・ケネディに贈られ、そこから中東全域の部隊に配布された。また2003年、ウィリスはUSOのツアーの一環としてイラクを訪れ、彼のバンド「The Accelerators」と共に歌を歌った。

## 日本での活動
日本ではCMに多数出演。1991年にNTTドコモのムーバ（アナログムーバ）の初代イメージキャラクターや、三貴の「じゅわいよ・くちゅーるマキ」のイメージキャラクター、スバル・レガシィの初代イメージキャラクターに起用された。2005年に同車が累計生産台数300万台を突破した際にはイメージキャラクターに再起用され（4代目）、「レガシィを祝福するために、ブルースが帰ってきた」とのキャッチコピーが添えられた。古くは『ダイ・ハード』の屋上ジャンプシーンを連想させるキリンポストウォーターのCM（デミ・ムーアが共演）に出演し、2000年には日本コカ・コーラの缶コーヒージョージアのCMに半年間出演した（吹き替えは樋浦勉）。『アルマゲドン』のヒット時にはENEOS（当時の社名は日石三菱）のCMにも出演していた（吹き替えは大塚芳忠）。2011年にはダイハツ・ミライースのCM（本CMに出演している綿引勝彦がブルースの声を吹き替えるシーンがある）、2014年には興和のコーワパワードコーヒーのCMにそれぞれ出演した。2020年にはソフトバンクのCMに出演し、ドラえもんに扮した（吹き替えは藤岡弘、 ）。
また、ブルースのものまねタレントであるプチ・ブルースが活動している。

## フィルモグラフィ

### 映画
| 年   | 題名                                                                      | 役名                                           | 備考                                                                                        | 吹替 |
| ---- | ------------------------------------------------------------------------- | ---------------------------------------------- | ------------------------------------------------------------------------------------------- | --- |
| 1980 | 第一の大罪 The First Deadly Sin                                           | ダイナーに入ってくる男                         | クレジットなし                                                                              | |
| 1980 | A Guru Comes                                                              | エキストラ                                     | テレビ映画、クレジットなし                                                                  | N/A |
| 1982 | 評決 The Verdict                                                          | 傍聴人                                         | クレジットなし                                                                              | 不明 |
| 1987 | ブラインド・デート Blind Date                                             | ウォルター・デイヴィス                         | “公式”映画デビュー                                                                          | |
| 1988 | ブルース・ウィリスの逆襲 The Return of Bruno                              | ブルーノ・ラドリーニ                           | テレビ映画                                                                                  | |
| 1988 | キャデラック・カウボーイ Sunset                                           | トム・ミックス                                 | 兼共同製作総指揮                                                                            | |
| 1988 | ダイ・ハード Die Hard                                                     | ジョン・マクレーン                             |                                                                                             | 樋浦勉（ソフト版、機内上映版） 野沢那智（テレビ朝日版） 村野武範（フジテレビ版） 岩崎ひろし（テレビ朝日版追加収録）                      |
| 1989 | That's Adequate                                                           | 本人役                                         |                                                                                             | N/A |
| 1989 | ブルース・ウィリス/イン・カントリー In Country                            | エメット・スミス                               | ゴールデングローブ賞 助演男優賞 ノミネート                                                  | （吹替版なし） |
| 1989 | ベイビー・トーク Look Who's Talking                                       | マイキー                                       | 声の出演                                                                                    | 所ジョージ（ソフト版） 福澤朗（日本テレビ版）                                                                                            |
| 1990 | ダイ・ハード2 Die Hard 2                                                  | ジョン・マクレーン                             |                                                                                             | 樋浦勉（ソフト版） 村野武範（フジテレビ版） 野沢那智（テレビ朝日版） 若本規夫（メイキング特番吹替版） 岩崎ひろし（テレビ朝日版追加収録） |
| 1990 | リトル★ダイナマイツ/ベイビー・トークTOO Look Who's Talking Too            | マイキー                                       | 声の出演                                                                                    | 所ジョージ（ソフト版） 福澤朗（日本テレビ版）                                                                                            |
| 1990 | 虚栄のかがり火 The Bonfire of the Vanities                                | ピーター・ファロー                             |                                                                                             | 津嘉山正種 |
| 1991 | 愛を殺さないで Mortal Thoughts                                            | ジェームズ・アーバンスキー                     | 麦人                                                                                        | |
| 1991 | ハドソン・ホーク Hudson Hawk                                              | エディ・“ハドソン・ホーク”・ホーキンス         | 兼原案                                                                                      | 樋浦勉（ソフト版） 村野武範（フジテレビ版） 野沢那智（日本テレビ版）                                                                     |
| 1991 | ビリー・バスゲイト Billy Bathgate                                         | ボー・ワインバーグ                             |                                                                                             | 大塚芳忠 |
| 1991 | ラスト・ボーイスカウト The Last Boy Scout                                 | ジョゼフ・コーネリウス・“ジョー”・ハレンベック | 樋浦勉（ソフト版） 村野武範（フジテレビ版） 磯部勉（日本テレビ版） 野沢那智（テレビ朝日版） | |
| 1992 | ザ・プレイヤー The Player                                                 | 本人役                                         | 「作中で製作されている映画に出演している本人」としてゲスト出演                              | 不明（ソフト版） 北村弘一（テレビ朝日版）                                                                                                |
| 1992 | 永遠に美しく… Death Becomes Her                                           | ドクター・アーネスト・メンヴィル               | サターン主演男優賞 ノミネート                                                               | 羽佐間道夫（ソフト版） 樋浦勉（日本テレビ版）                                                                                            |
| 1993 | ローデッド・ウェポン1 Loaded Weapon 1                                     | ジョン・マクレーン                             | クレジットなし                                                                              | 小関一（標準語版） 不明（関西弁版） |
| 1993 | スリー・リバーズ Striking Distance                                        | トム・“トミー”・ハーディ                       |                                                                                             | 大塚明夫（ソフト版） 村野武範（フジテレビ版） 野沢那智（テレビ朝日版）                                                                   |
| 1994 | ノース 小さな旅人 North                                                   | ナレーター / ガーディアン・エンジェル          | ゴールデンラズベリー賞 最低主演男優賞 ノミネート                                            | 樋浦勉 |
| 1994 | 薔薇の素顔 Color of Night                                                 | ドクター・ビル・キャパ                         | ゴールデンラズベリー賞 最低主演男優賞 ノミネート                                            | 野沢那智（ソフト版） 山路和弘（テレビ東京版）                                                                                            |
| 1994 | パルプ・フィクション Pulp Fiction                                         | ブッチ・クリッジ                               | クラウトラディス賞 主演男優賞 ノミネート                                                    | 山寺宏一 |
| 1994 | ノーバディーズ・フール Nobody's Fool                                      | カール・ローバック                             | クラウトラディス賞 主演男優賞 ノミネート                                                    | 樋浦勉（ソフト版） 不明（機内上映版） |
| 1995 | ダイ・ハード3 Die Hard with a Vengeance                                   | ジョン・マクレーン                             |                                                                                             | 樋浦勉（ソフト版、メイキング特番吹替版） 村野武範（フジテレビ版） 野沢那智（テレビ朝日版） 不明（機内上映版）                            |
| 1995 | UnNormal                                                                  | Jack Richerd                                   |                                                                                             | N/A |
| 1995 | フォー・ルームス Four Rooms                                               | レオ                                           | クレジットなし                                                                              | 樋浦勉 |
| 1995 | 12モンキーズ 12 Monkeys                                                   | ジェームズ・コール                             | サターン主演男優賞 ノミネート                                                               | 樋浦勉（ソフト版） 村野武範（フジテレビ版）                                                                                              |
| 1996 | ラストマン・スタンディング Last Man Standing                              | ジョン・スミス                                 |                                                                                             | 安原義人（ソフト版） 野沢那智（テレビ朝日版）                                                                                            |
| 1996 | 劇場版ビーバス&バットヘッドDO AMERICA Beavis and Butt-head Do America     | マディ・グライムス                             | 声の出演                                                                                    | |
| 1997 | フィフス・エレメント The Fifth Element                                    | コーベン・ダラス                               |                                                                                             | 大塚芳忠（新旧ソフト版） 安原義人（日本テレビ版） 野沢那智（テレビ朝日版） 岩崎ひろし（テレビ朝日版追加収録）                            |
| 1997 | ジャッカル The Jackal                                                     | ジャッカル                                     | 磯部勉（ソフト版） 野沢那智（日本テレビ版）                                                 | |
| 1998 | マーキュリー・ライジング Mercury Rising                                   | アート・ジェフリーズ                           | ゴールデンラズベリー賞 最低主演男優賞                                                       | 谷口節（ソフト版） 野沢那智（テレビ朝日版）                                                                                              |
| 1998 | アルマゲドン Armageddon                                                   | ハリー・S・スタンパー                          | ゴールデンラズベリー賞 最低主演男優賞                                                       | 諸角憲一（ソフト版） 村野武範（フジテレビ版） 内田直哉（日本テレビ版）                                                                   |
| 1998 | マーシャル・ロー The Siege                                                | ウィリアム・デヴロー将軍                       | ゴールデンラズベリー賞 最低主演男優賞                                                       | 磯部勉 |
| 1999 | Franky Goes to Hollywood                                                  | 本人役                                         | 短編映画                                                                                    | N/A |
| 1999 | ブレックファースト・オブ・チャンピオンズ Breakfast of Champions           | ドウェイン・フーヴァー                         |                                                                                             | 野沢那智 |
| 1999 | シックス・センス The Sixth Sense                                          | ドクター・マルコム・クロウ                     | サターン主演男優賞 ノミネート                                                               | 菅生隆之（ソフト版） 内田直哉（日本テレビ版） 磯部勉（機内上映版）                                                                       |
| 1999 | ストーリー・オブ・ラブ The Story of Us                                    | ベン・ジョーダン                               |                                                                                             | 大滝進矢 |
| 2000 | 隣のヒットマン The Whole Nine Yards                                       | ジミー・“チューリップ”・チュデスキ             | 磯部勉                                                                                      | |
| 2000 | キッド Disney's The Kid                                                   | ラッセル・“ラス”・デュリッツ                   | 磯部勉                                                                                      | |
| 2000 | アンブレイカブル Unbreakable                                              | デイヴィッド・ダン                             | 磯部勉（ソフト版） 野沢那智（テレビ東京版）                                                 | |
| 2001 | バンディッツ Bandits                                                      | ジョー・ブレーク                               | 樋浦勉（ソフト版） 内田直哉（日本テレビ版）                                                 | |
| 2002 | ジャスティス Hart's War                                                   | ウィリアム・A・マクナマラ大佐                  | 樋浦勉                                                                                      | |
| 2002 | ホーキーのおくりもの Grand Champion                                       | ミスター・ブランドフォード                     | 岩崎ひろし                                                                                  | |
| 2002 | True West                                                                 | リー                                           | テレビ映画                                                                                  | N/A |
| 2003 | ティアーズ・オブ・ザ・サン Tears of the Sun                               | A・K・ウォーターズ大尉                         |                                                                                             | 内田直哉 |
| 2003 | ラグラッツのGOGOアドベンチャー Rugrats Go Wild                            | スパイク                                       | 声の出演                                                                                    | 不明 |
| 2003 | チャーリーズ・エンジェル フルスロットル Charlie's Angels: Full Throttle   | ウィリアム・ローズ・ベイリー                   | クレジットなし                                                                              | 岩崎ひろし（劇場公開版） 青山穣（テレビ朝日版）                                                                                          |
| 2004 | 隣のヒットマンズ 全弾発射 The Whole Ten Yards                             | ジミー・“チューリップ”・チュデスキ             |                                                                                             | 磯部勉 |
| 2004 | オーシャンズ12 Ocean's Twelve                                             | 本人役                                         | 岩崎ひろし（ソフト版） 内田直哉（日本テレビ版）                                             | |
| 2005 | ホステージ Hostage                                                        | ジェフ・タリー                                 | 兼製作                                                                                      | 菅生隆之（ソフト版） 樋浦勉（テレビ朝日版）                                                                                              |
| 2005 | シン・シティ Sin City                                                     | ジョン・ハーティガン                           |                                                                                             | 樋浦勉 |
| 2006 | アルファ・ドッグ 破滅へのカウントダウン Alpha Dog                         | ソニー・トゥルーラヴ                           | 田中正彦                                                                                    | |
| 2006 | 16ブロック 16 Blocks                                                      | ジャック・モーズリー                           | 兼製作                                                                                      | 内田直哉（ソフト版） 野沢那智（テレビ朝日版）                                                                                            |
| 2006 | ファーストフード・ネイション Fast Food Nation                             | ハリー・リデル                                 |                                                                                             | 小室正幸 |
| 2006 | ラッキーナンバー7 Lucky Number Slevin                                     | ミスター・グッドキャット                       | 内田直哉                                                                                    | |
| 2006 | 森のリトル・ギャング Over The Hedge                                       | RJ                                             | 声の出演                                                                                    | 役所広司 |
| 2007 | 庭から昇ったロケット雲 The Astronaut Farmer                               | ダグ・マスターソン大佐                         | クレジットなし                                                                              | 内田直哉 |
| 2007 | パーフェクト・ストレンジャー Perfect Stranger                             | ハリソン・ヒル                                 |                                                                                             | 内田直哉 |
| 2007 | グラインドハウス Grindhouse                                               | マルドゥーン中尉                               | 『プラネット・テラー in グラインドハウス』に出演                                            | 内田直哉 |
| 2007 | 美少女探偵ナンシー・ドリュー Nancy Drew                                   | 本人役                                         | クレジットなし                                                                              | 立川三貴 |
| 2007 | ダイ・ハード4.0 Live Free or Die Hard                                     | ジョン・マクレーン                             | 兼製作                                                                                      | 野沢那智（劇場公開版） 樋浦勉（ソフト版）                                                                                                |
| 2008 | トラブル・イン・ハリウッド What Just Happened                             | 本人役                                         |                                                                                             | 不明 |
| 2008 | 処刑教室 Assassination of a High School President                         | カークパトリック校長                           | 石原辰己                                                                                    | |
| 2009 | サロゲート Surrogates                                                     | エージェント・トム・グリアー                   | 山路和弘（ソフト版） 大塚芳忠（機内上映版）                                                 | |
| 2010 | コップ・アウト 〜刑事した奴ら〜 Cop Out                                   | ジミー・モンロー                               | 内田直哉                                                                                    | |
| 2010 | エクスペンダブルズ The Expendables                                        | ミスター・チャーチ                             | カメオ出演（クレジットなし）                                                                | 中村秀利 |
| 2010 | RED/レッド RED                                                            | フランク・モーゼズ                             |                                                                                             | 磯部勉 |
| 2011 | セットアップ Set Up                                                       | ジャック・ビグズ                               | 綿引勝彦                                                                                    | |
| 2011 | キリング・ショット Catch .44                                              | メル                                           | 樋浦勉                                                                                      | |
| 2012 | ムーンライズ・キングダム Moonrise Kingdom                                 | シャープ保安官                                 | 中村秀利                                                                                    | |
| 2012 | 噂のギャンブラー Lay the Favorite                                         | ディンク・ハイモウィッツ                       | 石原辰己                                                                                    | |
| 2012 | エクスペンダブルズ2 The Expendables 2                                     | ミスター・チャーチ                             | 綿引勝彦                                                                                    | |
| 2012 | シャドー・チェイサー The Cold Light of Day                                | マーティン                                     | 志村知幸                                                                                    | |
| 2012 | LOOPER/ルーパー Looper                                                    | 未来のジョー                                   | 中村秀利                                                                                    | |
| 2012 | ファイヤー・ウィズ・ファイヤー 炎の誓い Fire with Fire                    | マイク・セラ                                   | 中村秀利                                                                                    | |
| 2013 | ダイ・ハード/ラスト・デイ A Good Day to Die Hard                          | ジョン・マクレーン                             | 中村秀利（劇場公開版） 樋浦勉（吹替の帝王版）                                               | |
| 2013 | G.I.ジョー バック2リベンジ G.I. Joe: Retaliation                          | ジョセフ・コルトン将軍                         | 仲野裕                                                                                      | |
| 2013 | REDリターンズ RED2                                                        | フランク・モーゼズ                             | 磯部勉                                                                                      | |
| 2014 | シン・シティ 復讐の女神 Sin City: A Dame to Kill For                      | ジョン・ハーティガン                           | 樋浦勉                                                                                      | |
| 2014 | コードネーム: プリンス The Prince                                         | オマー                                         | 樋浦勉                                                                                      | |
| 2014 | ロバート・アルトマン/ハリウッドに最も嫌われ、そして愛された男 Altman      | 本人役                                         | （吹替版なし）                                                                              | |
| 2015 | デッド・シティ2055 Vice                                                   | ジュリアン・マイケルズ                         | 内田直哉                                                                                    | |
| 2015 | ロック・ザ・カスバ! Rock the Kasbah                                       | ボンベイ・ブライアン                           | 内田直哉                                                                                    | |
| 2015 | エクストラクション Extraction                                             | レナード・ターナー                             | 樋浦勉                                                                                      | |
| 2016 | レッド・ダイヤモンド Precious Cargo                                       | エディ・ピロッサ                               | 樋浦勉                                                                                      | |
| 2016 | マローダーズ 襲撃者 Marauders                                             | ジェフリー・ヒューバート                       | 内田直哉                                                                                    | |
| 2017 | スプリット Split                                                          | デヴィッド・ダン / “監視人”                    | クレジットなし                                                                              | 磯部勉（ソフト版） 菅生隆之（機内上映版）                                                                                                |
| 2017 | バッド・ウェイヴ Once Upon a Time in Venice                               | スティーブ・フォード                           |                                                                                             | 内田直哉 |
| 2017 | ファースト・キル First Kill                                               | ハウエル警察署長                               |                                                                                             | 内田直哉 |
| 2018 | アクト・オブ・バイオレンス Acts of Violence                               | ジェームス・エイヴリー刑事                     |                                                                                             | 内田直哉 |
| 2018 | デス・ウィッシュ Death Wish                                               | ポール・カージー                               |                                                                                             | 内田直哉 |
| 2018 | デス・ショット Reprisal                                                   | ジェームス                                     | 樋浦勉                                                                                      | |
| 2018 | エア・ストライク 大轟炸（Air Strike）                                     | ジャック（杰克）                               | 中国映画                                                                                    | 内田直哉 |
| 2019 | ミスター・ガラス Glass                                                    | デヴィッド・ダン / “監視人”                    |                                                                                             | 磯部勉 |
| 2019 | レゴ ムービー2 The Lego Movie 2: The Second Part                          | 本人役                                         | 声の出演                                                                                    | 多田野曜平 |
| 2019 | ビトウィーン・トゥ・ファーンズ: ザ・ムービー Between Two Ferns: The Movie | 本人役                                         | Netflixオリジナル映画                                                                       | （台詞なし） |
| 2019 | マザーレス・ブルックリン Motherless Brooklyn                              | フランク・ミナ                                 |                                                                                             | 菅生隆之 |
| 2019 | 10ミニッツ 10 Minutes Gone                                                | レックス                                       | 内田直哉                                                                                    | |
| 2019 | THE LAW 刑事の掟 Trauma Center                                            | スティーブ・ウェイクス警部補                   | 菅生隆之                                                                                    | |
| 2020 | ナイト・サバイバー Survive the Night                                      | フランク                                       | 日本劇場未公開（ビデオスルー）                                                              | 内田直哉 |
| 2020 | ハード・キル Hard Kill                                                    | ドノヴァン・シャルマース                       | 日本劇場未公開（ビデオスルー）                                                              | 内田直哉 |
| 2020 | DieHard is Back                                                           | ジョン・マクレーン                             | アドバンス・オート・パーツ社 車両用バッテリー『DIEHARD』CM                                  | （吹替版なし） |
| 2020 | アンチ・ライフ Breach                                                     | クレイ・ヤング                                 |                                                                                             | 樋浦勉 |
| 2021 | コズミック・シン Cosmic Sin                                               | ジェームズ・フォード                           | 日本劇場未公開（ビデオスルー）                                                              | （吹替版なし） |
| 2021 | アウト・オブ・デス Out of Death                                           | ジャック・ハリス                               | 日本劇場未公開（ビデオスルー）                                                              | （吹替版なし） |
| 2021 | ミッドナイト・キラー Midnight in the Switchgrass                          | カール・ヘルター                               | 日本劇場未公開（ビデオスルー）                                                              | （吹替版なし） |
| 2021 | サバイバル・シティ Survive the Game                                       | デヴィッド                                     | 「未体験ゾーンの映画たち2022」上映作品                                                      | 菅生隆之 |
| 2021 | キル・ゲーム Apex                                                         | トーマス・マローン                             | 日本劇場未公開（ビデオスルー）                                                              | 内田直哉 |
| 2021 | デッドロック Deadlock                                                     | ロン・ウィスロック                             | 日本劇場未公開（ビデオスルー）                                                              | 樋浦勉 |
| 2021 | ドント・サレンダー 進撃の要塞 Fortress                                    | ロバート・マイケルズ                           | 「のむコレ6」上映作品（WOWOWの放送で日本初公開）                                            | 菅生隆之 |
| 2022 | シン・オブ・アメリカ American Siege                                       | ベン・ワッツ                                   | 日本劇場未公開（ビデオスルー）                                                              | （吹替版なし） |
| 2022 | ザ・チェイサー 真実の瞬間 Gasoline Alley                                  | フリーマン刑事                                 | 日本劇場未公開（ビデオスルー）                                                              | 菅生隆之 |
| 2022 | デイ・トゥ・ダイ —最後の戦い— A Day to Die                                | アルストン                                     | 日本劇場未公開（ビデオスルー）                                                              | 樋浦勉 |
| 2022 | スナイパーズ・アイ 不落の要塞 Fortress: Sniper's Eye                      | ロバート・マイケルズ                           | 別題『ドント・サレンダー スナイパーズ・アイ』 日本劇場未公開（WOWOWの放送で日本初公開）     | 菅生隆之 |
| 2022 | ザ・ローブ THE HEROES HIGHT VOLTAGE Corrective Measures                   | ジュリアス・'ザ・ラブ'・ローブ                 | 「未体験ゾーンの映画たち2023」上映作品                                                      | 菅生隆之 |
| 2022 | ヴェンデッタ Vendetta                                                     | ドニー・フェター                               | 日本劇場未公開（ビデオスルー）                                                              | 平林剛 |
| 2022 | ガンズ&バレッツ CODE:White White Elephant                                 | アーノルド                                     |                                                                                             | 菅生隆之 |
| 2022 | デンジャラス・プレイス The Wrong Place                                    | フランク                                       | 日本劇場未公開（ビデオスルー）                                                              | 樋浦勉 |
| 2022 | ワイヤー・ルーム Wire Room                                                | シェイン・ミュラー                             | 「未体験ゾーンの映画たち2023」上映作品                                                      | 樋浦勉 |
| 2022 | ダイ・ハード THE FIRST Detective Knight: Rogue                            | ジェームズ・ナイト                             | 別題『エージェント:ナイト NY大捜査線』                                                      | 菅生隆之 |
| 2022 | オペレーション・ゴールド Paradise City                                    | ライアン・スワン                               |                                                                                             | 菅生隆之 |
| 2022 | ダイ・ハード 最後の戦場 Detective Knight: Redemption                      | ジェームズ・ナイト                             | 別題『エンド・オブ・アメリカ』、『エージェント:ナイト クリスマスの爆弾魔』                  | 菅生隆之 |
| 2023 | ダイ・ハード レクイエム Detective Knight: Independence                    | ジェームズ・ナイト                             | 別題『ザ・タスクフォース SWAT非公式作戦』、『エージェント:ナイト 血の独立記念日』           | 菅生隆之 |
| 2023 | ラスト・ブラッド 不死身の男 Assasin                                       | ヴァルモラ                                     | 引退作品 別題『ラスト・ダイ・ハード』                                                       | 菅生隆之 |

### テレビシリーズ
| 年        | 題名                                   | 役名                           | 備考                                                        | 吹き替え                      |
| --------- | -------------------------------------- | ------------------------------ | ----------------------------------------------------------- | ----------------------------- |
| 1984      | 特捜刑事マイアミ・バイス Miami Vice    | トニー・アマート               | 第1シーズン第7話「地対空ミサイル強奪!武器密輸ルートを追え」 | 仲村秀生                      |
| 1985      | 新トワイライトゾーン The Twilight Zone | ピーター・ジェイ・ノヴィンス   | 第1シーズン第1話「動揺日」                                  |                               |
| 1985-1989 | こちらブルームーン探偵社 Moonlighting  | デビッド・アディスン・ジュニア | 計66話出演                                                  | 荻島真一 小室正幸（追加録音） |
| 1996-1997 | Bruno the Kid                          | Bruno the Kid                  | 声の出演                                                    | N/A                           |
| 1997      | あなたにムチュー Mad About You         | 健忘症患者                     | 第5シーズン第24話「The Birth Part 2」                       |                               |
| 1999      | アリー my Love Ally McBeal             | ドクター・ニックル             | 第2シーズン第12話「愛の賞味期限」                           | 大塚明夫                      |
| 2000      | フレンズ Friends                       | ポール・スティーヴンス         | シーズン6（第21・22話・23話）                               | 磯部勉                        |
| 2005      | ザット'70sショー That '70s Show        | ヴィック                       | 第8シーズン第4話「Misfire」                                 |                               |
| 2013      | トップ・ギア Top Gear                  | 車の試乗者                     | 第19シーズン第4話                                           |                               |
| 2019      | 宇宙探査艦オーヴィル The Orville       | グライデン                     | 声の出演 第2シーズン第7話                                   |                               |

### 製作作品
| 年   | 題名                                                                       | 備考       |
| ---- | -------------------------------------------------------------------------- | ---------- |
| 2002 | クロコダイル・ハンター ザ・ムービー The Crocodile Hunter: Collision Course | 製作       |
| 2007 | The Hip Hop Project                                                        | 製作総指揮 |

## 受賞と栄誉

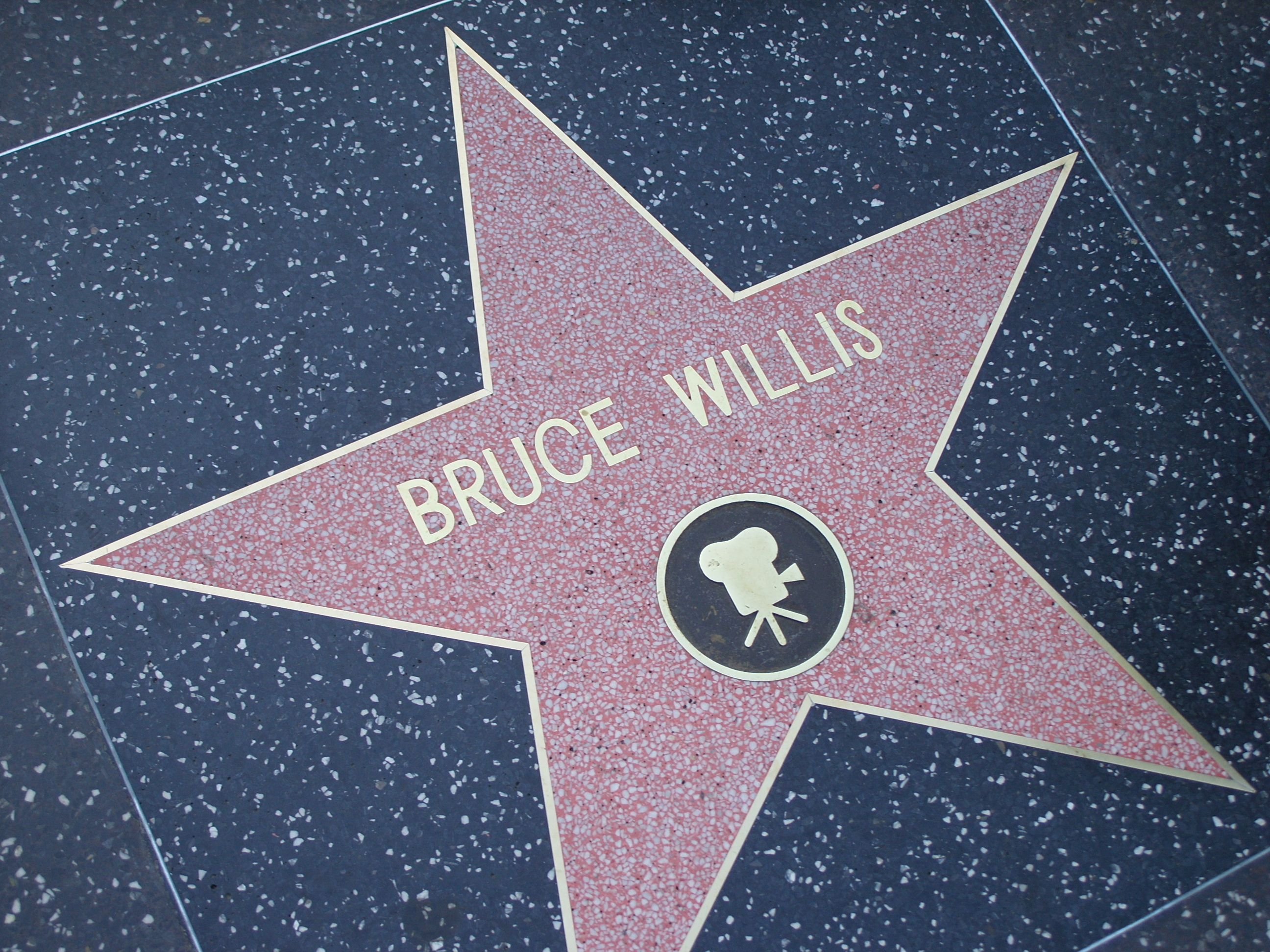
ハリウッド・ウォーク・オブ・フェームのスター

ウィリスはテレビと映画の功績によって数々の賞を受賞している。
- 『こちらブルームーン探偵社』でエミー賞（“主演男優賞ドラマ部門”）とゴールデングローブ賞（“男優賞ミュージカル・コメディ部門”）を受賞し、さらにいくつかのノミネートを受ける。
- 『イン・カントリー』ではゴールデングローブ賞“助演男優賞”にノミネートされる。
- 「マクシム・マガジン」は『薔薇の素顔』（1994年）における彼のパフォーマンスを映画史上最もセクシーなシーンであるとした。
- 1999年のドラマ / スリラー映画『シックス・センス』では、ウィリスはブロックバスター・アワード（“男優賞サスペンス部門”）とピープルズ・チョイス・アワード（“男優賞ドラマ部門”）を受賞する。他にサターン主演男優賞とMTVムービー・アワードの“最優秀男優”と“最優秀二人組”にノミネートされた。
- 2000年、ウィリスは『フレンズ』でエミー賞ゲスト出演賞テレビ部門を受賞した。
- 2002年2月、ウィリスはハーバード大学のヘイスティ・プディング・シアトリカルズによるヘイスティ・プディング賞マン・オブ・ザ・イヤーを受賞する。大学によれば、この賞はエンターテインメントの世界に長らく残るであろう印象的な演技に贈られるものである。
- さらに2002年、ウィリスは大統領ジョージ・W・ブッシュに、里親に預けられた子供たちの国際的スポークスマンに任命される。
- 2006年4月、フランス政府は映画業界に対するウィリスの貢献を称えた。
- 2006年10月16日、ウィリスはハリウッド・ウォーク・オブ・フェームに名前を埋め込まれる。場所は 6915 Hollywood Blvd にあり彼は2,321番目に名前を加えたスターである。

## 日本語吹き替え
主に担当しているのは、以下の人物である。
樋浦勉
ウィリスの代表作である『ダイ・ハード』の劇場公開直後に制作された機内上映版にて主人公のジョン・マクレーン役で初担当。その演技が業界で好評となったことで同作のソフト版にもマクレーン役で続投し、以降は専属（フィックス）に近い形で最も多く吹き替えている。2000年に日本コカ・コーラの缶コーヒージョージアのCMにウィリスが半年間出演した際にも吹き替えを担当。『ダイ・ハード』シリーズでは全作に渡って演じている唯一の人物としても知られ、「史上最もジョン・マクレーンを演じた男」と紹介されることもあった。
演出家の鍛治谷功は、樋浦が演じるウィリスの魅力について「どんなにやさぐれていても根っこに人間味を感じさせるタイプだと思います」と評している。
後述するように、本シリーズのテレビ朝日 『日曜洋画劇場』版でマクレーン役を務めることになる野沢那智も、樋浦の吹替を視聴した際にはその演技を絶賛し、ハマり役ぶりを高く評価していたと同時に、野沢自身が吹き替えを務める際に参考にしたと息子の野沢聡が語っている。2012年に発売されたニンテンドー3DS用ゲームソフト『PROJECT X ZONE』では『ダイ・ハード』をモデルにしたゲーム『ダイナマイト刑事』からマクレーンを演じるウィリスをモデルにしたキャラクター、ブルーノ・デリンジャー警部補がゲストで登場し、樋浦がその声を担当した。樋浦によるウィリスの吹き替えはビデオソフト収録版の担当が中心であったが、テレビ放送版（主に上述の『日曜洋画劇場』）を中心に担当していた野沢の療養中に吹替が製作された『ホステージ』ではテレビ朝日版の吹き替えを野沢に代わり担当した。
樋浦はウィリスを格上の俳優として尊敬していることから「彼（ウィリス）は、実は名優です」と述べており、二枚目役からアクション映画における軽快な役まで巧みに演じ分ける姿に感心したという。
これまでに演じたウィリスの作品の中でも特に気に入っている役柄として『シン・シティ』シリーズのジョン・ハーティガン役と『ラスト・ボーイスカウト』のジョー・ハレンベック役を挙げている。『ダイ・ハード』についても、「アクション映画の中でも別格で『ダイ･ハード』という1つのジャンルを確立したエンターテインメントとして最高の凄い作品。キャラクターの内面も面白かった」と絶賛しており、嬉々として演じることが出来たという。（詳細は樋浦のページを参照）。
また『アルマゲドン』はBSテレ東での放映時に新録吹替を制作する企画があり、結果的に権利元の都合により実現しなかったもののウィリス演ずるハリー・スタンパー役には樋浦が候補に上がっていたという。
野沢那智
『ダイ・ハード』（テレビ朝日版）で初担当。90年代の作品を数多く担当。特にテレビ朝日の映画番組でよく起用された。同シリーズにおけるジョン・マクレーン役は野沢自身にとっても当たり役の一つとなっており、野沢が亡くなるまでに製作されたシリーズ4作で吹き替えを担当。野沢に先んじてマクレーンを担当した樋浦も、野沢のバージョンについては「上手かった。それで流行って世の中に浸透した。（中略）彼の才能ですよね。だからこそ、お客さんが彼の吹替版のファンになっているというのもあるんでしょうね。」と高く評価している。同作のオファーが来た際、当時の野沢は細身で且つクールな印象の役柄を中心に演じていたために「こんな太い首してる男（ウィリス）を俺がどうやったらいいんだ」と困惑したものの、「野沢さんならこのブルース・ウィリスの気持ちがわかる」と説得され、参考としてアフレコ前に先に流通していた前述の樋浦の吹替を視聴し、研究してから収録に臨んだが、息子の野沢聡によると野沢は樋浦の演技を見て「勉ちゃん（樋浦）はうまいねぇ、俺にはこういう市井の労働者っぽいの出せない」と漏らしていたという。野沢の演技のほとんどがアドリブであり、細身ながらアクションを演じていたところ、酸欠を起こし、酸素ボンベ常用で演技したという逸話がある。なお、後年の野沢は吹替がやりやすい俳優の一人としてウィリスを挙げるようになった（詳細は野沢のページを参照）。
『シン・シティ』では日本版テレビコマーシャルのナレーションを担当していた。
村野武範
『ダイ・ハード』（フジテレビ版）をはじめ、同局制作の吹き替え版における専属として担当していた。このことから、90年代のウィリスの出演作品の地上波初放送時の吹き替えを務めるケースが多かった。
この配役は当時番組のプロデューサーを務めていた山形淳二による「ベテラン声優や固定した配役は安心して観られるが、それでは進歩がない」「新しい刺激がほしかった」との理由で上述したテレビ朝日版の野沢に対抗する形で抜擢された。このキャスティングは一定数以上の好評を博し、タレントを起用した吹き替えの成功例として挙げられている。当時競合関係にあったテレビ朝日の元スタッフも「（村野の配役は）力も入っていたことが分かりましたし、村野さんも頑張ってらしたと思います」と功績をたたえている。
内田直哉
『シックス・センス』（日本テレビ版）で初担当。2000年以降の日本テレビ『金曜ロードショー』制作の吹き替え版、およびビデオソフト版を主に担当し、樋浦の次に多く吹き替えていた。
予告編ナレーションも担当した『デス・ウィッシュ』で担当した際は、リメイク元の『狼よさらば』を観ていたことから感慨深いものがあったと語り、「ウィリスの大人の演技を肌で感じました」とウィリスの演技に敬意を表すコメントを残した。
なお、自身が吹き替えを担当した中でも気に入っている作品には『ティアーズ・オブ・ザ・サン』を挙げている。
2008年には内田が主人公のケイン役を務める「KANE&LYNCH: DEAD MEN」が映画化されることが発表され、ケイン役の候補にウィリスが上がっていたことがゲームファンの間で話題になった。
磯部勉
『ラスト・ボーイスカウト』（日本テレビ版）で初担当。主にウォルト・ディズニー・ピクチャーズおよびブエナ・ビスタ配給作品のビデオソフト版を吹き替えた。『RED/レッド』は前述した樋浦にとってはウィリスと並んで持ち役にしていたリチャード・ドレイファスとジョン・マルコヴィッチの共演作でもあり、本作に於いてはマルコヴィッチの吹き替えに回ったことで磯部がウィリスを担当した。樋浦は「正直言うと、三人ともやりたかった」と語りつつも、本作の磯部は二枚目役として適任であったと評している。
『コール オブ デューティ ブラックオプス コールドウォー』では『ダイ・ハード』とのコラボレーション企画で登場したジョン・マクレーンの声を担当した。また、前述する『アルマゲドン』のBSテレ東での新録吹替を制作する企画でウィリス演ずるハリー・スタンパー役の候補の一人として名前が上がっていた。
菅生隆之
『シックス・センス』（ソフト版）で初担当。主にAMGエンタテインメントから発売された映像ソフトで担当。前述の樋浦や内田と分け合う形で晩年の出演作を多く担当。ウィリスの引退作『ラスト・ブラッド 不死身の男』も担当した。
なお、ウィリスがスターダムに駆け上がるきっかけとなったドラマ『こちらブルームーン探偵社』では荻島眞一（1986年からNHKで57話分が放送、後年に行われたソフト収録時の追加録音は小室正幸が担当）が務めた。このほかにも、大塚芳忠、大塚明夫、山路和弘、安原義人なども複数回、声を当てたことがある。

## 備考
日本では語呂が原因で「ブルース・ウィルス」と誤表記・誤称されることが多い。これは一般人だけでなく、メディアも同様であり、過去には淀川長治などに代表される著名な映画評論家でさえ「ブルース・ウィルス」と誤称していた。